# Мирне (селище, Мелітопольський район)
Ми́рне — селище Мелітопольського району Запорізької області. Центр Мирненської селищної громади. Населення — 2859 осіб (2022).

## Географічне розташування
Селище міського типу Мирне знаходиться за 2 км від правого берега річки Молочна, вище за течією на відстані 1 км розташоване село Терпіння, нижче за течією на відстані 1,5 км розташоване село Тамбовка, на протилежному березі — село Новопилипівка. Відстань до райцентру становить близько 15 км і проходить автошляхом Т 0401. Навколо селища багато садових ділянок.

## Історія
Село було засноване в 1951 році й носить свою нинішню назву з 1953 року. Мирненській сільраді було підпорядковане село Північне, яке тепер входить в Терпіннівську сільрада. У 1987 році село Мирне отримало статус селища міського типу.

### Російсько-українська війна
12 липня 2022 року Іван Федоров повідомив про пожежу в Мирному на базі ДСНС. Туди окупанти перевезли свою техніку з Мелітополя.
28 серпня Іван Федоров повідомив про зруйнування будівлі в Мирному. В ній окупанти готовилися до проведення псевдореферендума.

## Населення

### Чисельність населення
| 1989 | 2001 | 2016 |
| ---- | ---- | ---- |
| 3421 | 3119 | 3066 |

### Мова
Розподіл населення за рідною мовою за даними перепису 2001 року:
| Мова            | Кількість | Відсоток |
| --------------- | --------- | -------- |
| російська       | 1988      | 63.90%   |
| українська      | 1094      | 35.17%   |
| болгарська      | 8         | 0.26%    |
| білоруська      | 7         | 0.23%    |
| єврейська       | 2         | 0.06%    |
| румунська       | 1         | 0.03%    |
| інші/не вказали | 11        | 0.35%    |
| Усього          | 3111      | 100%     |

### Уродженці
- Білоус Руслан Олександрович (? — 2022) — майор Збройних сил України, відзначився у ході російського вторгнення в Україну.
- Гарда Євген Сергійович (1992—2022) — український кікбоксер, лейтенант Збройних Сил України, учасник російсько-української війни, що загинув у ході російського вторгнення в Україну в 2022 році, майстер спорту міжнародного класу з кікбоксингу (2011).

## Підприємства
На території Мирного працюють кілька підприємств:
- ТОВ «Соціоновація[недоступне посилання з квітня 2019]» — виробник мінеральної води та безалкогольних напоїв[6]
- ТОВ «ORTOLAND» — виробник каркасів для шкільних меблів і ортопедичних основ під матраців[7]
- ПП Сантехтруббуд — виробник поліпропіленових водопровідних труб[7]

Крім того, значна частина населення зайнята у військовій частині Д0130 МНС, розташованій в селищі.

## Об'єкти соціальної сфери
- Мирненська загальноосвітня школа [Архівовано 4 березня 2016 у Wayback Machine.]. В школі 16 класів, 305 учнів. Адреса: вул. Шкільна, 1.[8]
- Мирненський притулок. У притулку 22 вихованці віком від 4 до 17 років.[9]
- Дитячий садочок «Джерельце».[10]
- Храм Віри, Надії, Любові та матері Софії. Освячено в честь мучениць Віри, Надії, Любові та їхньої матері Софії. Підпорядкований Запорізькій єпархії УПЦ Української православної церкви Московського патріархату.[11]

## Пам'ятки

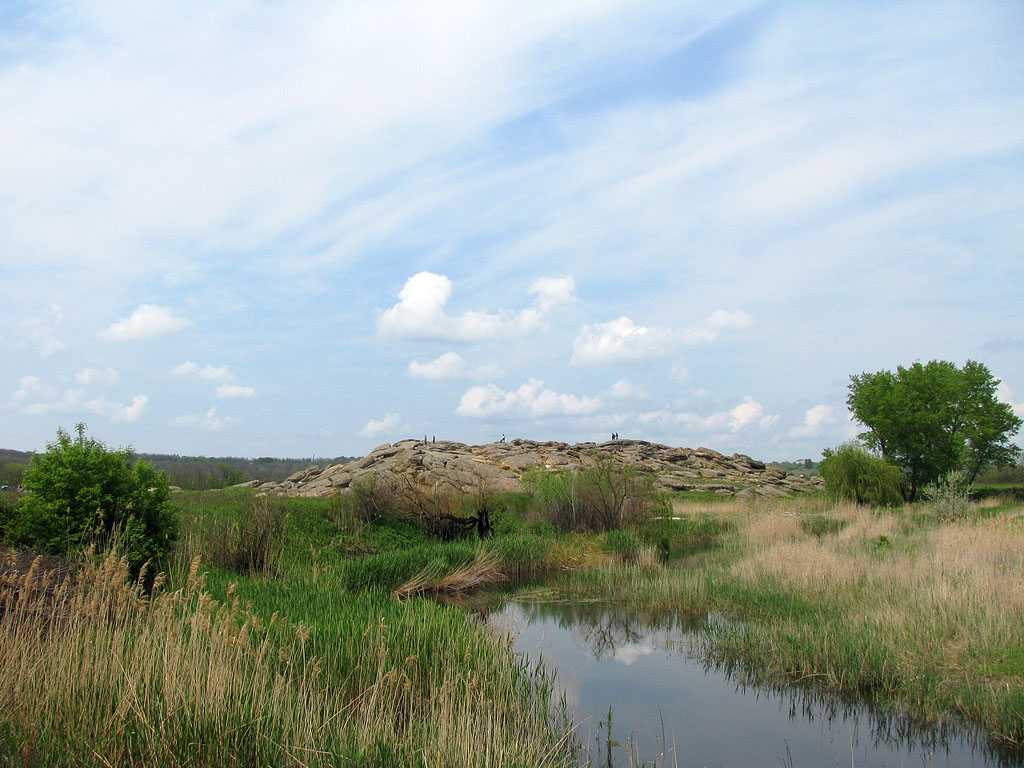
Річка Молочна та Кам'яна могила

### Кам'яна могила
За кілометр від Мирного знаходиться пам'ятник природи Кам'яна могила. Він являє собою невеликий ізольований масив пісковику, розмірами приблизно 240 на 160 метрів, що складається з великих кам'яних брил висотою до 12 метрів в долині річки Молочної. Ймовірно Кам'яна могила виникла при затвердінні піщаних мас колишньої мілини Сарматського моря під впливом місцевих мінералів, що містять залізо. Надалі вона піддавалася повітряної та водній ерозії, у тому числі тривалий час будучи островом річки Молочної. Кам'яна могила використовувалася древньою людиною як святилище та містить унікальні петрогліфи самих різних історичних епох, від епохи пізнього палеоліту і до скіфо-сарматського часу, і навіть до тюркського. Територія Кам'яної могили оголошена заповідником. У заповіднику працює музей, щодня відкритий для відвідувачів.

## Галерея
|                |                                              |        |                 |
| в'їзд в селище | Мелітопольська центральна районна бібліотека | аптека | вулиця Південна |